# Zentrygon carrikeri
Zentrygon carrikeri  (лат.) — вид птиц из семейства голубиных. Когда-то он считался подвидом центральноамериканского вида голубей Zentrygon lawrencii.
Виду угрожает утрата среды обитания. МСОП присвоил ему охранный статус вымирающего вида.

## Описание
Достигает 20—31,5 см в длину. Голова, шея, горло и грудь взрослой особи светло-голубовато-серые, бока светло-коричневые. У голубя широкая черная скуловая полоса. Спина и крылья оливково-коричневые с небольшим переливом. Молодые особи более тёмные по всему телу, с желтовато-коричневыми полосами на груди и коричневыми краями перьев верхней части тела.

## Среда обитания
Эндемик лесов местности вулканов Сьерра-де-лос-Тукстлас в мексиканском штате Веракрус: Сан-Мартин и Сьерра-де-Санта-Марта. Обитают в субтропических и тропических туманных лесах на высоте от 350 до 2100 м.